# Kojiro Kaimoto
Kojiro Kaimoto (海本 幸治郎 Kaimoto Kojiro?), född 14 oktober 1977 i Osaka prefektur, är en japansk före detta fotbollsspelare.
Kaimoto började sin karriär 1996 i Gamba Osaka. Efter Gamba Osaka spelade han för Seongnam Ilhwa Chunma, Nagoya Grampus Eight, Albirex Niigata, Tokyo Verdy, Bonnyrigg White Eagles och North Queensland Fury. Han avslutade karriären 2009.